# پروین‌دخت سلیلی
پروین‌دخت سلیلی بانوی سیاستمدار اهل ایران و نماینده مجلس شورای ملی بود
وی در دوره بیست و چهارم (از ۱۳۵۴ تا ۱۳۵۷ خ) مجلس شورای ملی ایران نماینده مردم لرستان، منطقه دورود شد. در ۱۳ بهمن ۱۳۵۷ کارکنان صنایع نظامی و مردم شهر دورود با برپایی راهپیمایی گسترده‌ای با انقلاب اسلامی و امام خمینی اعلام همبستگی کردند و خواستار استعفای پروین دخت سلیلی، نماینده خود در مجلس شورای ملی شدند. پس از انقلاب ۱۳۵۷ اموال او توسط دولت جمهوری اسلامی ایران تصرف شد.